# Kabalovita
La kabalovita és un mineral de la classe dels fosfats que pertany al grup de la howardevansita.

## Característiques
La kabalovita és un fosfat de fórmula química Fe2+₃Fe3+₄(PO₄)₆. Va ser aprovada com a espècie vàlida per l'Associació Mineralògica Internacional l'any 2022, i encara resta pendent de publicació.Cristal·litza en el sistema triclínic.
L'exemplar que va servir per a determinar l'espècie, el que es coneix com a material tipus, es troba conservat a les col·leccions del Museu Mineralògic Fersmann, de l'Acadèmia de Ciències de Rússia, a Moscou (Rússia), amb el número de registre: 5737/1.

## Formació i jaciments
Va ser descoberta a Halamish wadi, al Consell Regional de Tamar (Districte del Sud, Israel), sent l'únic indret de tot el planeta on ha estat descrita aquesta espècie mineral.